# Barranbinja
Barranbinja je vymřelý australský domorodý jazyk, spojený s kmenem Barranbinjaů, který žil severně od řeky Darling, v oblasti měst Bourke a Brewarrina, v Novém Jižním Walesu.

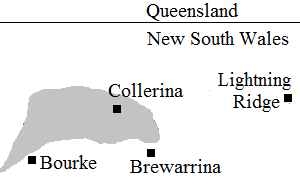
Mapa ukazující oblast, kde žil kmen Barranbinyů (šedě)

Poslední mluvčí jazyka, Emily Margaret Horneville, zemřela v roce 1979. Před její smrtí se povedlo udělat několik záznamů jazyka. Zjistilo se, že jazyk je blízce příbuzný jazyku muruwari (asi ze 44 %). Jazyk byl také zařazen do jazykové rodiny pama-nyunganských jazyků, do které patří většina domorodých jazyků Austrálie. V rámci této rodiny se ale neřadí do žádné podskupiny, pravděpodobně je tedy v rámci pama-nyunganských jazyků izolovaný, případně tvoří malou podskupinu s již zmíněným jazykem muruwari.